# San Morello
San Morello (dal medievale Morellus) è l'unica frazione di Scala Coeli in provincia di Cosenza. Già piccolo feudo degli Abenante di Rossano, fu incorporata nel territorio di Scala Coeli il 4 maggio 1811 nell'ambito del riordino amministrativo napoleonico. La vicaria di Cariati-Bocchigliero, di cui fa parte la parrocchia di San Morello, fu fondata nel VII secolo.
Il paesaggio è collinare ma è possibile vedere il mare, balneabile nella località di San Leo, a circa 7 chilometri. Un tempo luogo con un elevato numero di abitanti, oggi la sua popolazione è assai ridotta, costituita essenzialmente di anziani, e il borgo dà la sensazione di essere abbandonato.

## Storia
Le più antiche menzioni storiche dell'abitato risalgono agli inizi del XIV secolo, quando il casale detto di San Maurello o S.to Maurello, situato non lontano da un altro casale detto di San Mauro o S.to Mauro, faceva parte della contea di Cariati. Entrambi i casali vengono citati anche nei documenti che riportano le decime esatte nel 1325 dalla diocesi di Rossano a favore della Santa Sede.
Nell'estate del 1404 le dispute per il trono del Regno di Napoli che videro contrapposti Ladislao I a Luigi II d'Angiò travolsero l'abitato di San Morello, che fu devastato e incendiato.
Nel 1417 San Morello fece parte dei territori concessi in feudo a Polissena Ruffo da Giovanna II di Napoli.
Nel 1661, alcuni appezzamenti in territorio di San Morello risultavano di proprietà dell’Abbazia di Santa Maria del Patire, che già nel 1130 possedeva alcuni campi a San Mauro.
Tra il 1958 e il 1963, San Morello salì alla ribalta delle cronache italiane e internazionali perché i suoi abitanti, stanchi di poter raggiungere il paese solo a piedi o a dorso di mulo (non vi erano infatti strade di accesso) e stanchi anche delle promesse ripetute dai politici a ogni consultazione, decisero di disertare in massa le urne. La stampa internazionale s'interessò della vicenda e affibbiò alla piccola comunità cosentina l'epiteto di "vergogna d'Italia", la Gazzette de Lausanne la definì il "villaggio abbandonato da Dio e dagli uomini", il caso fu oggetto di interpellanze parlamentari, venne pubblicato un pamphlet e se ne discusse anche nelle aule universitarie. Si interessò del caso il Ministro ai Lavori Pubblici, all'epoca Giovanni Pieraccini, durante il primo Governo Moro che, invitato da Don Modesto Palopoli, allora parroco della piccola comunità di San Morello, visitò il paese percorrendo la vecchia via d'accesso mulattiera che portava al paese. Da allora il piccolo paesino ottenne una dignitosa strada